# 王景濬
王景濬（?—?），直隸省河間府東光縣人，清朝政治人物、進士出身。

## 生平
光緒二十年（1894年），参加光緒甲午科殿試，登進士二甲117名。同年五月，以主事分部学习。